# ازدواج همجنس در اروگوئه
ازدواج همجنس در اروگوئه از ۵ اوت ۲۰۱۳ قانونی است. اما در اتحاد مدنی از سال ۲۰۰۸ قانونی شده‌است. لایحهٔ قانونی‌سازی ازدواج همجنس‌گرایان در ۱۲ دسامبر ۲۰۱۲ در مجلس عوام این کشور با ۸۱ رأی موافق در مقابل ۶ رأی به تصویب رسید. و سنای این کشور با ۲۳ رأی موافق در مقابل ۸ رأی مخالف در ۲ آوریل ۲۰۱۳ آن را تصویب کرد. هم‌چنین این قانون با اصلاحاتی دوباره به مجلس عوام بازگشت و با ۷۱ رأی در مقابل ۱۲ رأی دوباره تصویب شد و در ۳ مه ۲۰۱۳ توسط رئیس‌جمهور امضا شد.
در ۲۰ ژانویه ۲۰۰۸، اروگوئه اولین کشور آمریکای لاتین بود که قانون اتحادیه مدنی ملی را تصویب کرد.